# Kenia Rodríguez
Kenia Rodríguez Ocaña (ur. 2 marca 1973) – kubańska judoczka. Olimpijka z Sydney 2000, gdzie odpadła w eliminacjach w wadze półśredniej.
Siódma na mistrzostwach świata w 1999; uczestniczka zawodów w 1997. Zdobyła dwa medale w drużynie. Startowała w Pucharze Świata w latach 1990, 1991, 1993, 1997, 1999 i 2000. Brązowa medalistka igrzysk panamerykańskich w 1991 i 1999. Triumfatorka igrzysk Ameryki Środkowej i Karaibów w 1998. Zdobyła cztery medale na mistrzostwach panamerykańskich w latach 1990 - 1998.

## Letnie Igrzyska Olimpijskie 2000
| Konkurencja | Eliminacje            | Eliminacje            | Klas. końcowa |
| Konkurencja | Przeciwnik I          | Przeciwnik II         | Miejsce       |
| ----------- | --------------------- | --------------------- | ------------- |
| 63 kg       | Bilkisu Yusuf (NGA) Z | Karen Roberts (GBR) P | 2 runda       |